# Mimir
U nordijskoj mitologiji, Mimir (stnord. Mímir = "mudri") ili Mim je bio div, ujak vrhovnog boga Odina. Rat između Vana i Asa doveo je do Mimirove smrti. Njegov nećak Odin uzeo je njegovu glavu i konzervirao je uz pomoć trava.

## Obitelj
Mimir je bio sin diva Bölþorna, brat Bestle i ujak Odina, Vilija i Vea, Bestlinih sinova. Imao je nekoliko sinova. Odin je zvan "Mimovim prijateljem". Mimirovo vrelo — Mímisbrunnr — sadržava mudrost i inteligenciju. Odin je žrtvovao jedno svoje oko kako bi mogao piti iz vrela te je tako stekao veliku mudrost. Mimir je Odina naučio devet pjesama.

## Smrt
Iako je bio div, Mimir je pripadao skupini bogova zvanoj Asi. Oni su bogovi rata i suprotnost Vanima, bogovima plodnosti. Asi i Vani su ratovali sve dok se nisu umorili od ratovanja. Obje strane razmijenile su taoce — Asi su dobili Njorda i njegovu djecu, najljepše bogove, a Vani Hœnira i Mimira.
Mimir je Hoeniru davao dobre savjete i svi su Hœnira smatrali mudrim. Međutim, kad bi Hœnir trebao donositi odluke sam, uvijek bi odgovarao: "Neka drugi odluče". Vani su shvatili da su prevareni te da Hœnir nije mudar, pa su odrubili Mimiru glavu i poslali je Asima. Odin je glavu konzervirao i dao joj moć da mu govori mnoge mudre stvari i otkriva tajne.